# 刘新华 (1955年)
刘新华（1955年9月—），河北孟村人，回族，中国共产党党员。中华人民共和国政治人物、第十三届全国人民代表大会上海市代表。

## 生平
2018年，刘新华被选为上海市出席第十三届全国人民代表大会代表。